# Colonial National Invitational 1976
Il Colonial National Invitational 1976 è stato un torneo di tennis giocato sul sintetico indoor. È stata l'11ª edizione del Colonial National Invitational, che fa parte del World Championship Tennis 1976. Si è giocato a Fort Worth negli USA, dal 24 al 29 febbraio 1976.

## Campioni

### Singolare
Guillermo Vilas ha battuto in finale  Phil Dent con il punteggio di 6–7 6–1 6–1

### Doppio
Vitas Gerulaitis /  Sandy Mayer hanno battuto in finale  Eddie Dibbs /  Harold Solomon con il punteggio di 6–4, 7–5